# Adjovi Tossou Afanwoubo
Adjovi Ahoefa Tossou Afanwoubo, née le 21 décembre 1987 à Lomé, est une joueuse togolaise de basket-ball.

## Carrière
Avec l'équipe du Togo féminine de basket-ball, elle est dixième du Championnat d'Afrique 2005. Elle est médaillée d'argent en basket-ball à trois aux Jeux africains de plage de 2019.